# Harmothoe derjugini
Harmothoe derjugini är en ringmaskart som först beskrevs av Annenkova 1937.  Harmothoe derjugini ingår i släktet Harmothoe och familjen Polynoidae. Inga underarter finns listade i Catalogue of Life.